# Nicolae Milescu
Nicolae Milescu Spatharu, appelé aussi Nicolaï Gavrilovitch Milescu Spathari ou Nicolae Milescu (en russe : Николай Гаврилович Спафарий, roumain : Nicolae Milescu Spătaru, en cyrillique roumain : Nиколае Милеску-Спэтару ; né en 1636 à Milești, principauté de Moldavie, et mort en 1708 à Moscou, tsarat de Russie) est un boyard moldave, provenant d'une famille gréco-moldave orthodoxe. Il est entré dans l'histoire comme éminent diplomate de l'empire russe, homme politique, érudit, traducteur, théologien, grand voyageur et géographe. Il connaissait, outre le roumain, neuf langues : le russe, le latin, le grec, le grec ancien, le turc, l'italien, le chinois, le français et le suédois. Il est connu surtout pour ses travaux savants et le souvenir de l'ambassade Spathari en Chine.

## Famille
Milescu est né vers 1636 dans une famille de boyards de la principauté de Moldavie. Les ancêtres de son père proviennent du sud du Morée, peut-être de l'ancienne famille gréco-valaque des Assan-Paléologue. Il est surnommé Spathari, nom de langue moldave (спэтару, spetar) étant un titre à la cour dont l'origine est liée à l'épée (spadă), arme du souverain lors des cérémonies, et qui désigne ensuite le chef de la police et un commandant militaire. C'est un poste que Nicolae Milescu a occupé sous le règne de Gheorghe Ier Ghica en Moldavie et en principauté de Valachie. Quant au nom de Milescu, il dérive du domaine de Milești.
En ce qui concerne les autres membres de sa famille, on sait qu'il a eu un frère Andreï Apostol, qui était également boyard et mourut à Iași en Moldavie en 1678, alors que Nicolae était déjà en Russie. Ses neveux et ses fils Andreï, Ivan et Stepan suivirent l'exemple de leur père Nicolae et partirent en Russie en 1686.

## Début de carrière
Nicolae Milescu étudie à Constantinople et à Padoue. En 1653-1671 il est au service des hospodars moldaves et valaques et accomplit des missions diplomatiques à Constantinople, Stockholm, Paris. Il est partisan du rapprochement politique de la Russie et de la Moldavie.
En 1659 il devient spetar en Moldavie, puis en Valachie.
Entre 1660 et 1664, il occupe le poste de kapoukekhei (représentant diplomatique) du souverain valaque auprès de la Sublime Porte à Constantinople.
Après 1664, il se rend à Berlin et Szczecin, où se trouve en exil le prince moldave Gheorghe Ștefan, tombé en disgrâce auprès de la Sainte Porte. En sa qualité d'agent diplomatique il se rend en 1666 à Stockholm où il rencontre l'ambassadeur de France, puis en 1667 à Paris, à la cour de Louis XIV. En France, il publie en latin son ouvrage sur l'orthodoxie Enkiridion. À Stockholm, il discute aussi de problèmes scientifiques avec l'ambassadeur de France.
De retour en Moldavie il participe à la conspiration contre le souverain Ilie III Alexandru (1666-1668). Après l'échec de cette conspiration il est puni par une marque au fer rouge sur le nez, mais suivant d'autres sources on lui arrache le nez ce qui lui aurait valu le surnom de Сârnul. Il s'installe ensuite en Valachie, la principauté de Grigore Ier Ghica. Ce dernier le nomme résident à Constantinople, d'où il se rend chez l'électeur de Brandebourg Frédéric-Guillaume Ier de Brandebourg. Là un médecin lui aurait refait partiellement le nez.

## Russie
En 1671, Nicolae Milescu est envoyé chez le patriarche Dosithée II de Jérusalem à Moscou et reste en Russie à l'invitation du boyard Artamon Matveïev (1625-1682), haut fonctionnaire près le tsar Alexis Ier, chargé des affaires étrangères. Il sert d'interprète pour la liste des membres du Bureau des Ambassadeurs. Il écrit plusieurs ouvrages de nature historique et théologique, mais également un texte pour le Grand Livre des souverains (Tsarski tituliarnik) qui sert d'outil pour les diplomates et qui compile des portraits des empereurs et leurs armoiries. Il crée le premier manuel russe d'arithmétique, l'Arithmologion, qui est écrit pour les enfants d'Artamon Matveïev et pour les courtisans. Le manuscrit a été acheté par le monastère de Tchoudov du Kremlin de Moscou.
En 1672 et 1673, Nicolae Milescu écrit un essai, le livre de la Sibylle, dans lequel il décrit tous les prophètes anciens qui sont connus et leurs prédictions, en interprétant beaucoup d'entre elles par référence à la naissance de Jésus-Christ.

### Ambassade russe en Chine
De 1675 à 1678, Nicoloe Milescu dirige l'Ambassade russe Spathari, ce qui le mène par un grand voyage à travers la Sibérie, au-delà du lac Baïkal jusqu'à la Chine. À la différence de ceux qui l'avaient précédé, Milescu s'engagea sérieusement dans l'étude de la Chine et de la langue chinoise, ce qui lui permet de recueillir beaucoup d'informations précieuses.
Dans son journal de voyage, il donne une description détaillée et correcte du cours moyen de l'Ob (dont il détermine la source au lac Teletskoïe) et ses affluents, l'Irtych et le Ket, mais aussi de l'Angara. Milescu donne la première description détaillée, dans la littérature géographique, du lac Baïkal. Il décrit toutes les grandes rivières qui se jettent dans ce lac, parmi lesquelles la Selenga, le Bargouzine et l'Angara qui provient du lac, décrit l'île d'Olkhon et estime la profondeur du lac en la comparant à la taille des montagnes qui le dominent.
En traversant la Sibérie, Milescu effectue les premières définitions de la latitude géographique d'une série de repères à l'aide d'un astrolabe. En rassemblant les données des explorateurs précédents, Milescu donne le premier schéma orographique de la Sibérie orientale (mais qui est loin de la vérité), en indiquant l'existence d'une grand crête entre la Léna et l'Amour, depuis le lac Baïkal jusqu'à la mer d'Okhotsk. Cette idée fausse a existé jusqu'au XXe siècle. Seuls les monts Stanovoï se situent entre les deux grands fleuves sur une distance de 720 km seulement.
Dans d'autres travaux basés sur les observations notées par les explorateurs antérieurs, il donne une description du fleuve Amour, le considérant comme le plus grand de Sibérie et du monde. Il démontre, à juste titre, que l'Amour est formé par la réunion de l'Argoun et de la Chilka, et que les affluent de cette dernière sont l'Onon et l'Ingoda. Il note aussi que parmi les affluents de l'Amour il faut compter la Songhua.
Nicolae Milescu Spatharu communique aussi des renseignements à propos de l'île Sakhaline, dont il exagère à tort la longueur et la largeur et auquel il réunit l'île d'Hokkaidō qui est détachée entre Sakhaline et le Japon.
Les matériaux de Milescu ont été ensuite utilisés par les jésuites, qui s'intéressaient à la Chine. En Chine il a rencontré le jésuite Ferdinand Verbiest, qui a enseigné l'astronomie et les mathématiques à l'empereur Kangxi. Il a mené aussi des débats scientifiques avec lui.
De son voyage en Chine, Milescu ramène trois traités qui sont des descriptions en russe du pays traversé : Voyage à travers la Sibérie jusqu'aux frontières de la Chine, Notes de voyage et Description de la Chine.
Lorsqu'il revient à Moscou, Milescu participe aux négociations entre la Russie, la Moldavie et la Valachie. En 1674 il sert d'intermédiaire dans la négociation entre la Russie et la Moldavie en vue de libérer la Moldavie de l'occupation turque. Il participe encore à la préparation de l'ambassade de Fiodor Alekseïevitch Golovine en Chine (1688-1689). En 1695 il prend part à la campagne d'Azov de Pierre Ier le Grand.
Nicolae Milescu Spatharu meurt à Moscou en 1708.

## Descendants
Le petit-fils de Spatharu est le spetar Youri Milescu, qui émigre en Russie avec Dimitrie Cantemir en 1711 après la campagne infructueuse de Pierre Ier le Grand dans les principautés danubiennes. Son fils avait déjà changé son nom en Metchnikov. On trouve parmi ses descendants le détenteur du prix Nobel de médecine en 1908, Ilya Ilitch Metchnikov, et son frère Léon Metchnikov.
Son arrière petit-fils, le général lieutenant Leonti Spafariev (1765-1845), a été directeur des phares du golfe de Finlande et commandant de la porte de Revel.

## Philatélie
En l'honneur de Nicolae Milescu, la poste de Moldavie a émis des blocs de timbres :

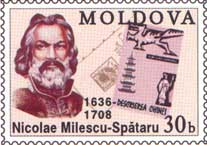
Timbre de Moldavie dédiés à Nicolae Milescu
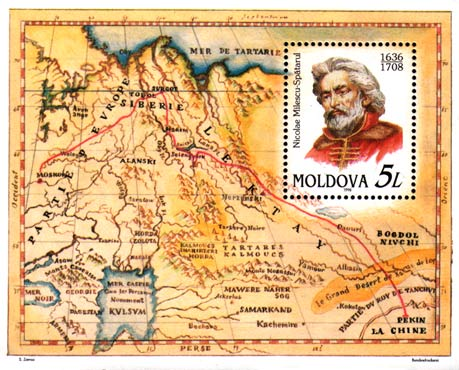
Timbre de Moldavie avec la carte des découvertes de l'ambassade de Nicolae Milescu
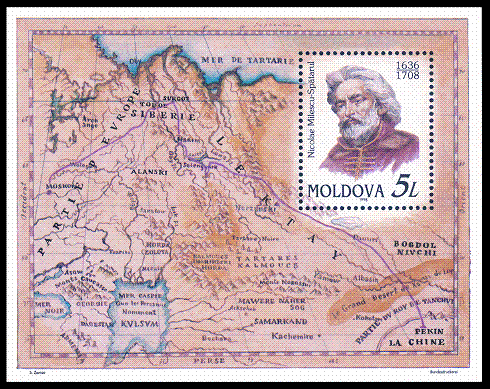
Timbre de Moldavie avec la carte des découvertes de l'ambassade de Nicolae Milescu

## Ouvrages

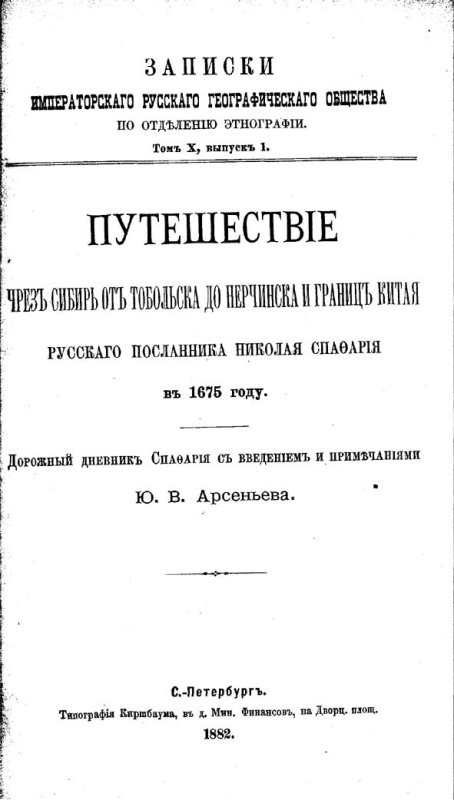
Milescu Spathari : Voyage à travers la Sibérie, de Tobolsk à Nertchinsk et la frontière chinoise en 1675 édité en 1882 à Saint Pétersbourg par la société impériale de géographie

- L'Étoile de l'Est, Paris, 1699 /Восточная звезда, Париж, 1699
- Arithmologion Monsatère de Tchoudov 1672/Арифмологион, Чудов монастырь, 1672
- Voyage à travers la Sibérie de Tobolsk à Nertchinsk et la frontière chinoise par l'ambassadeur Nicolae Spatharu/ lien web (ru) Путешествие через Сибирь от Тобольска до Нерчинска и границ Китая русского посланника Николая Спафария в 1675 году. Дорожный дневник Спафария. — СПб., 1882.
- Liste des articles Moscou 1677 /Статейный список, М., 1677
- Description de la première partie du monde, appelée Asie où se trouve l'état chinois avec ses villes et provinces Moscou 1677 /CОписание первой части мира, называемой Азия, в которой находится Китайское государство с остальными городами и провинциями, М. 1677

Œuvres de Milescu-Spatharu republiées en roumain en Moldavie :
- Spathari N. G. Saint-Pétersbourg -Chișinău 1956 / Спафарий Н. Г. Сибирь и Китай // Сб. — Кишинёв, 1956.
- Nicolae Milescu-Spătaru. Opere, Bucureşti.